# Toby Bailey
John Garfield Bailey (* 19. November 1975 in Los Angeles) ist ein ehemaliger US-amerikanischer Basketballspieler. Der 1,98 m große Spieler wurde bekannt, indem er 1995 noch als „College-Freshman“ im NCAA-Finale 26 Punkte zum ersten Sieg der UCLA Bruins seit der Ära John Woodens beitrug. Bailey spielte in der NBA als Point Guard, schulte in Europa aber zum Small Forward um.
Bailey spielte von 1994 bis 1998 vier Jahre für das Team der UCLA, nach der NCAA-Meisterschaft 1995 erreichte er mit der Mannschaft jedoch nicht mehr die Final Four-Serie. Anschließend wurde Bailey im NBA Draft von den Los Angeles Lakers als insgesamt 45. in der zweiten Runde ausgewählt. Die Lakers gaben ihn jedoch noch vor Start der NBA-Saison an die Phoenix Suns weiter. Für die Suns spielte er in zwei Spielzeiten 73 mal und kam zu einem Punkteschnitt von 3,3.
Sein Vertrag wurde im Jahr 2000 nicht mehr verlängert, so dass er für eine Saison in der wenig renommierten, reaktivierten American Basketball Association in Los Angeles bei den Stars einen Vertrag unterschrieb. Danach ging Bailey 2001 nach Europa und spielte zunächst für eine Spielzeit im italienischen Imola in der höchsten nationalen Spielklasse Serie A. Anschließend zog er weiter nach Griechenland und spielte für die Athener Klubs Panionios und AEK, mit denen er auch erstmals Auftritte in der höchsten europäischen Spielklasse EuroLeague hatte, und dazwischen für Aris aus Thessaloniki, mit denen er 2004 griechischer Pokalsieger wurde.
Im März 2006 wurde er dann vom belgischen Verein Telindus aus Ostende am Ärmelkanal verpflichtet, mit denen er am Ende der Spielzeit zusammen mit unter anderem dem deutschen Nationalspieler Denis Wucherer nationaler Meister wurde. Anschließend kehrte kurz in die ABA zurück und war für den aus der Volksrepublik China kommenden Verein Aoshen Olympians aus Peking in der ABA aktiv. Ab Herbst 2007 spielte der Weltenbummler dann beim amtierenden deutschen Pokalsieger 99ers aus Köln, den er nach der Insolvenz des Vereins verließ und im Februar 2008 für den Rest der Saison beim spanischen Erstligisten Ricoh Bàsquet aus Manresa anheuerte. Ein Jahr später im Februar 2009 kehrte er in die deutsche Basketball-Bundesliga zurück und spielte in Quakenbrück für die Artland Dragons, mit denen er anschließend zweimal in Folge knapp die Play-offs um die deutsche Meisterschaft verpasste. Nachdem er dort keinen neuen Vertrag erhalten hatte, wechselte er für die BBL-Spielzeit 2010/11 zum Ligakonkurrenten EnBW aus Ludwigsburg. Auch mit diesem Verein verpasste er den Einzug in die deutschen Play-offs. 2011 beendete er dann seine aktive Karriere und kehrte in seine Heimatstadt zurück.
In der Vergangenheit war Toby Bailey in seinem Heimatland auch in der Sommerliga International Basketball League für die Santa Barbara Breakers (2007) und die Los Angeles Lightning (2008 bis 2010) aktiv gewesen.